# Acanthallagma
Acanthallagma is een geslacht van libellen (Odonata) uit de familie van de waterjuffers (Coenagrionidae).

## Soorten
Acanthallagma omvat 3 soorten:
- Acanthallagma caeruleum Williamson & Williamson, 1924
- Acanthallagma luteum Williamson & Williamson, 1924
- Acanthallagma strohmi Williamson & Williamson, 1924